# Holothuria manningi
Holothuria manningi is een zeekomkommer uit de familie Holothuriidae.
De wetenschappelijke naam van de soort werd in 1978 gepubliceerd door David Pawson.